# Sjef Hutschemakers
Joseph Johannes Hubertus (Sjef) Hutschemakers (Banholt, 22 mei 1931 – Sint Geertruid, 4 mei 2017) was een Nederlands kunstschilder, etser en glazenier.

## Biografie

### Jeugd en opleiding
Hutschemakers groeide op als derde in een boerengezin van acht kinderen, waar de kinderen van jongs af aan meehielpen. Hij besloot geen landbouwer te worden maar kunstenaar. Na de middelbare school ging hij naar de Kunstnijverheidsschool in Maastricht. Hij volgde zijn opleiding aan de Jan van Eyck Academie in Maastricht en kreeg tekenlessen van Jaap Min. In 1963 vestigde hij zich in Amsterdam. Later keerde hij terug naar Limburg en woonde in Eijsden, vanaf 1974 in Sint Geertruid.

### Werkzaamheden
Hutschemakers begon te werken met olieverf. Hij ontwikkelde zijn eigen expressionistische stijl. Hij kreeg opdrachten om schilderingen te maken voor kerken in Limburg. Een van zijn bekendste werken is de kruisweg in de Sint-Gerlachuskerk in Banholt. Ook maakte hij jaarlijks ontwerpen voor de carnavalsoptochten in Banholt. In 1993 ontving hij de pauselijke onderscheiding Pro Ecclesia et Pontifice. In 2006 maakte hij zes glas-in-loodramen voor de kerk van Oirsbeek.

### Overlijden
Hutschemakers overleed in mei 2017 op 85-jarige leeftijd in zijn woonplaats. Op het moment van zijn dood liep er een overzichtstentoonstelling van zijn werk in het Franz Pfanner Huis in Arcen.

## Werken
- Kruiswegstaties in de Sint Barbarakerk in Kakert.
- Glas-in-loodramen in de Sint Callistuskerk in Neerbeek.
- Kruiswegstaties in de Sint Gerlachuskerk in Banholt.
- Glas-in-loodramen in de  H. Drievuldigheidkerk in Rimburg.
- Glas-in-loodramen in de  H. Lambertuskerk in Oirsbeek.
- Schildering in de Mariakapel in Terhorst.
- Glas-in-loodramen in de H. Michaëlkerk in Heugem.
- Muurschilderingen in de Protestantse Kerk in Eijsden.